# Étang de Shinobazu
L'étang de Shinobazu (不忍池, Shinobazu no Ike), qui se trouve dans le parc d'Ueno (vaste parc public situé dans le quartier Ueno de l'arrondissement de  Taitō à Tokyo au Japon), est une caractéristique essentielle du quartier Shitamachi, apparaissant souvent dans l'histoire et les œuvres d'art. Le parc occupe l'emplacement de l'ancien Kan'ei-ji, temple associé de près aux shoguns Tokugawa, qui l'ont construit pour garder le château d'Edo contre le nord-est, direction supposée porter malheur par la géomancie traditionnelle. Le temple est détruit au cours de la guerre de Boshin. L'étang, bien que modifié à plusieurs reprises et même une fois asséché, est naturel.

## Emplacement et dimensions

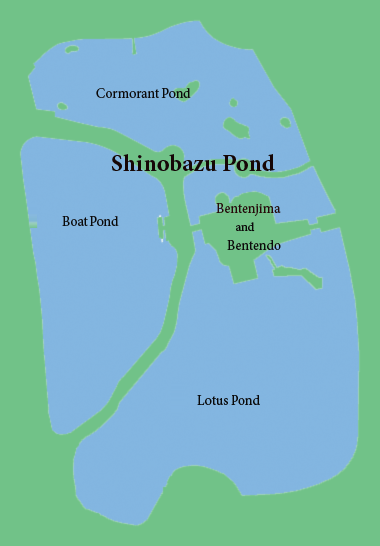
L'étang de Shinobazu et ses subdivisions

## Origine du nom
Selon l'inscription sur la pierre à Benten Island, la zone située entre le plateau d'Ueno et le plateau de Hongo s'appelait Shinobugaoka (忍ヶ丘), et l'étang en a juste pris le nom, mais il y a des théories alternatives. Selon l'une d'elles, le premier nom, Shinowazu (篠輪津, Shino wa zu) en raison de la présence d'herbe de bambou s'est ultérieurement transformé en « Shinobazu ». Une autre prétend que le nom vient de l'habitude des jeunes hommes et femmes de se rencontrer secrètement ici.

## Histoire et Changements

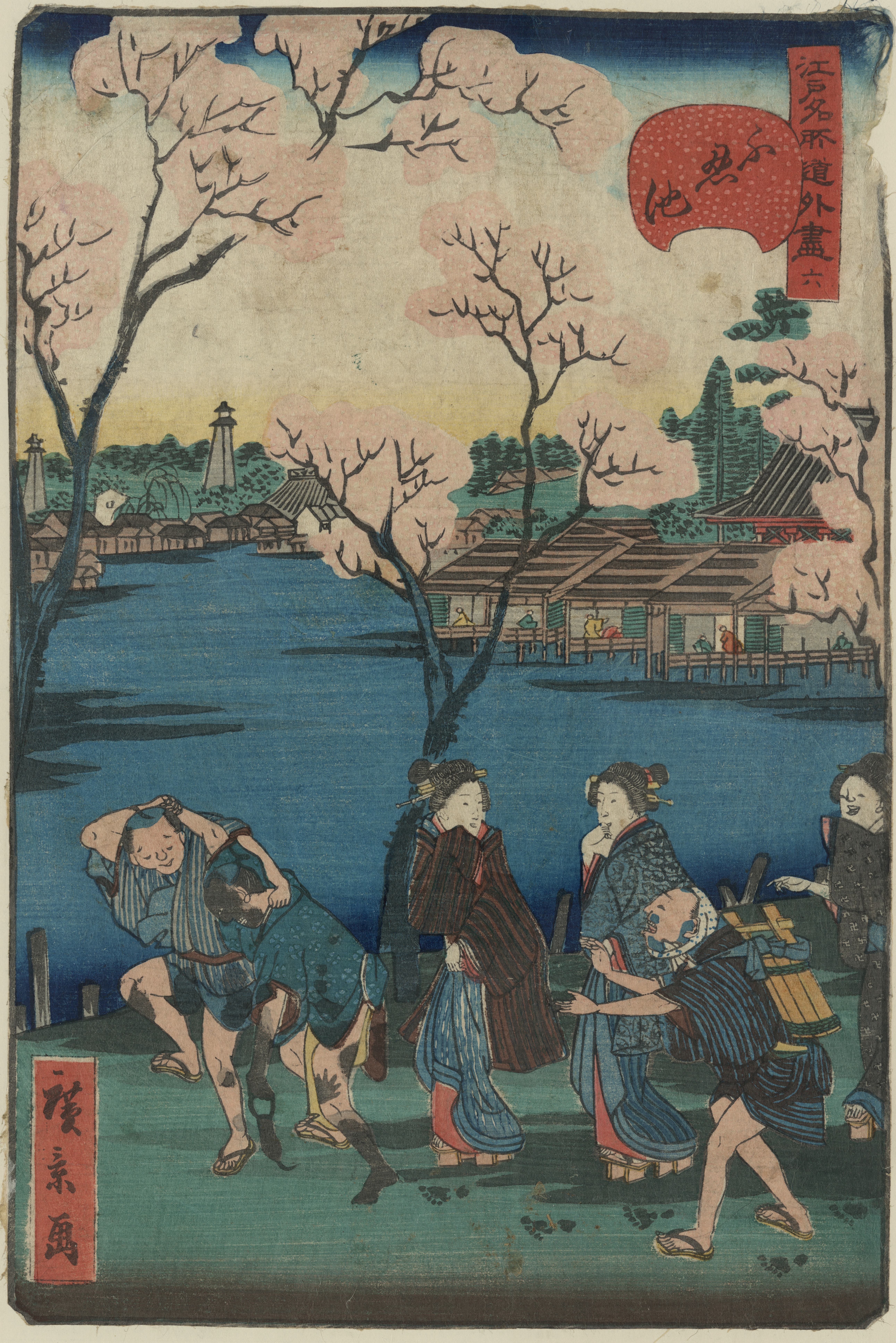
A woodblock print by Utagawa Hirokage showing the pond in 1859 with cherry blossoms and people.

## Nature

### Oiseaux
L'étang abrite plusieurs dizaines de types d'oiseaux migrateurs et sédentaires, dont le nombre se monte parfois à plus de dix mille. Parmi ceux-ci sont particulièrement nombreux les fuligules morillon, les  fuligules milouin et les canards pilet.

### Poissons
L'étang contient de nombreuses espèces de poissons.

### Plantes
Les lotus de l'étang aux lotus, entièrement développés en été, couvrent toute la surface de l'eau, la cachant presque complètement.

### Autre faune
En juin 2006, des tortues alligator, qui sont des espèces non indigènes, ont été trouvées dans l'étang, et il est possible qu'elles se reproduisent. Depuis, les autorités ont posté des mises en garde contre les tortues alligator et les tortues serpentines.

## Œuvres littéraires célèbres qui mentionnent l'étang
- Mori Ōgai - Gan (L'oie sauvage)
- Yasunari Kawabata - Boshi Jiken (帽子事件)
- Su Manshu - You Burenchi Shi Zhongxiong (游不忍池示仲兄)
- Miri Yū - Sortie parc, gare d'Ueno (JR上野駅公園口)

## Proches centres d'intérêt
- Zoo d'Ueno
- Sanctuaire de Tōshō-gū
- Statue du samourai Saigō Takamori
- Musée de Shitamachi

## Accès

### Train
- Ligne principale Keisei : gare de Keisei Ueno
- Ligne Yamanote : gares d'Okachimachi et Ueno

### Métro
- Ligne Chiyoda : station Yushima
- Ligne Ginza : station Ueno
- Ligne Hibiya : station Ueno

## Autres informations
- La zone autour de l'étang servait de centre de rassemblement des sans domicile fixe de Tokyo, mais en 2006, la zone a été bouclée et les sans-abri expulsés.

- Edward Seidensticker : Low City, High City: Tokyo from Edo to the Earthquake: how the shogun's ancient capital became a great modern city, 1867-1923

## Source de la traduction
- (en) Cet article est partiellement ou en totalité issu de l’article de Wikipédia en anglais intitulé « Shinobazu Pond » (voir la liste des auteurs).